# Composition C-4
Pour les articles homonymes, voir C4.
 (mars 2009).
Si vous disposez d'ouvrages ou d'articles de référence ou si vous connaissez des sites web de qualité traitant du thème abordé ici, merci de compléter l'article en donnant les références utiles à sa vérifiabilité et en les liant à la section « Notes et références ».

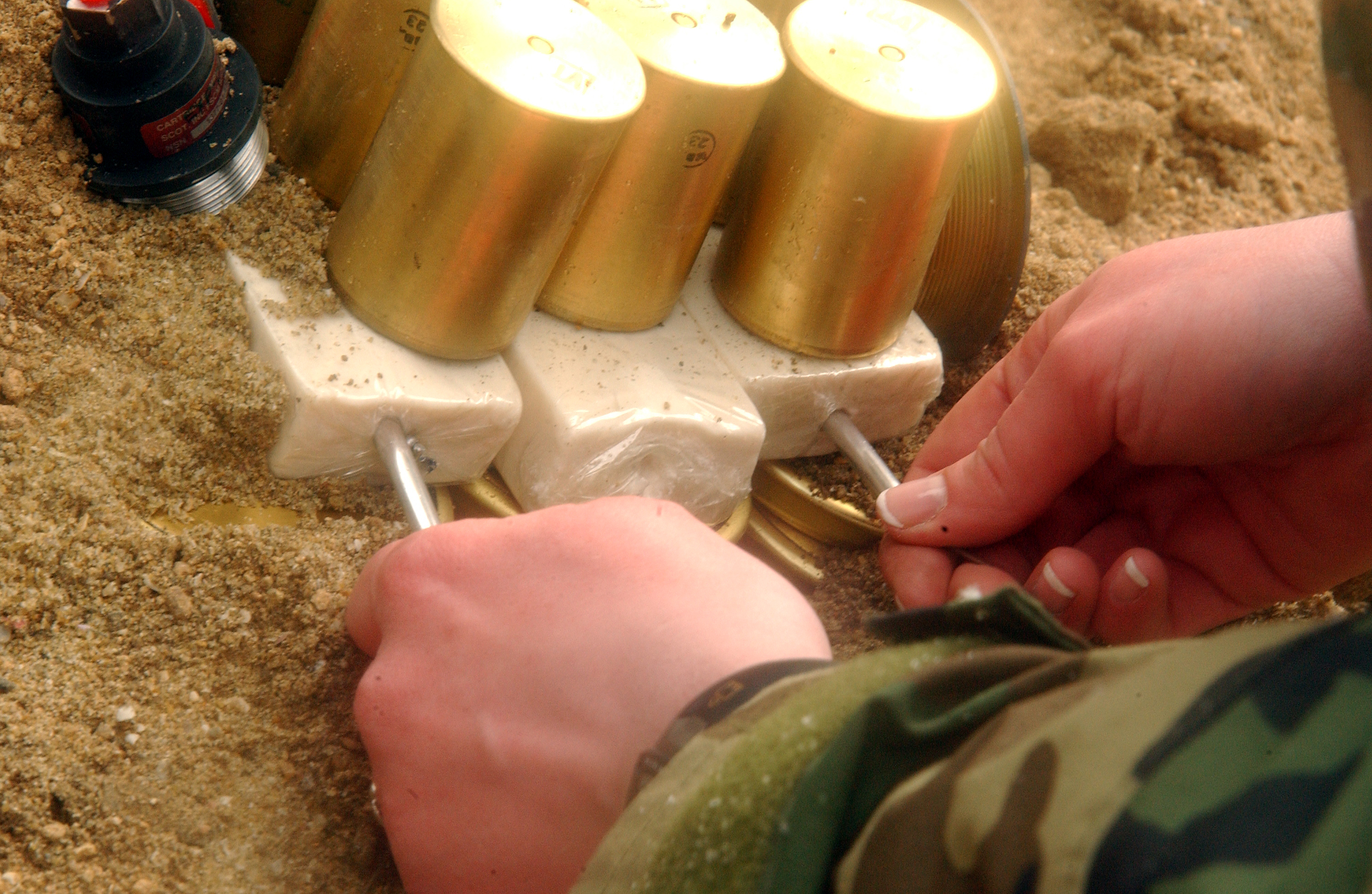
Préparation du C-4.

Le C-4, composition C-4 ou C-45010A, est une variété d'explosif de la famille des plastics. Elle est utilisée principalement par l'armée et par des entreprises de démolition. Elle fait partie de la famille d'explosifs dits de composition C.

## Description
Le C-4 est composé d'un explosif, d'un liant plastique, d'un plastifiant, d'un produit pétrolier et, depuis 2006, d'un marqueur chimique pour faciliter sa détection et identifier le fabricant. Comme plusieurs explosifs de la famille des plastics, l'explosif est principalement composé de RDX, qui constitue environ 91 % de la masse du C-4. L'agent plastifiant est de l'adipate ou le sébaçate de bis-2-éthylhexyle (5,3 %) et le liant est du polyisobutylène (2,1 %). Un autre agent liant possible est l'adipate de dioctyle (DOA). Une petite quantité de pétrole (1,6 % d'huile moteur SAE 10 sans détergent) est aussi ajoutée.

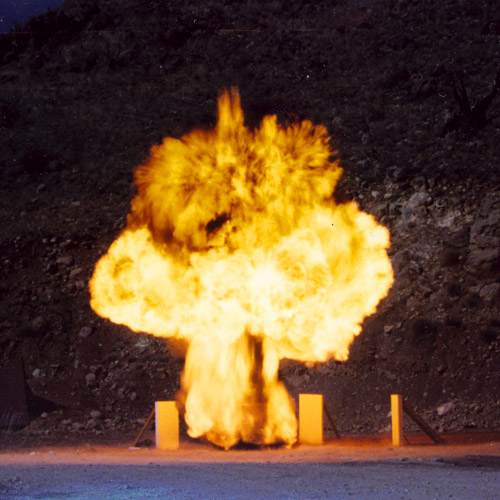
Détonation dans un conteneur à ordures résistant aux explosions en utilisant une charge explosive C4.

Le C-4 est fabriqué en combinant le RDX sous forme colloïdale au liant. Ce mélange est dissous dans un solvant, qui est évaporé par la suite. Le résultat est alors séché et filtré. Sous sa forme finale, le C-4 est de couleur blanc cassé et a une texture qui rappelle l'argile à modeler.
L'avantage principal du C-4 est qu'il peut prendre n'importe quelle forme. Il est facile à presser à l'intérieur d'un vide, que ce soit une lézarde dans un immeuble, un récipient d'une machine-outil ou un objet à emporter. Il est aussi reconnu pour sa durabilité et sa stabilité. Il n'explosera pas s'il est percé, coupé, frappé par une balle ou lancé dans un feu. La seule façon certaine de le faire détoner est d'utiliser un détonateur ou un explosif primaire (c'est-à-dire un explosif peu puissant, mais très sensible, qui amorce la détonation). S'il est pressé et chauffé, le C4 n'explose pas.
Les Britanniques ont produit un explosif semblable qu'ils désignent par le terme de PE4. La seule différence connue est le type et la quantité de plastifiant utilisé.
Le C-4 appartient à la famille des explosifs dont les membres s'appellent C, C-2 et C-3, chacun contenant une quantité différente de RDX. Sa puissance équivaut à 118% celle du TNT.

## Historique
Le C-4 a été créé en 1956, il s'agit d'une amélioration du Nobel 808 développé initialement par les Britanniques lors de la Seconde Guerre mondiale. Le Nobel 808 contenait du RDX, de l'huile minérale et de la lécithine.

## Anecdotes
- Pendant la guerre du Viêt Nam, des soldats allumaient de petites quantités de C-4 pour réchauffer leurs rations lors de longues patrouilles. En effet, soumis à une forte température, le C4 brûle lentement au lieu d'exploser (mais les fumées sont très toxiques).